# Origini della religione dell'antica Grecia

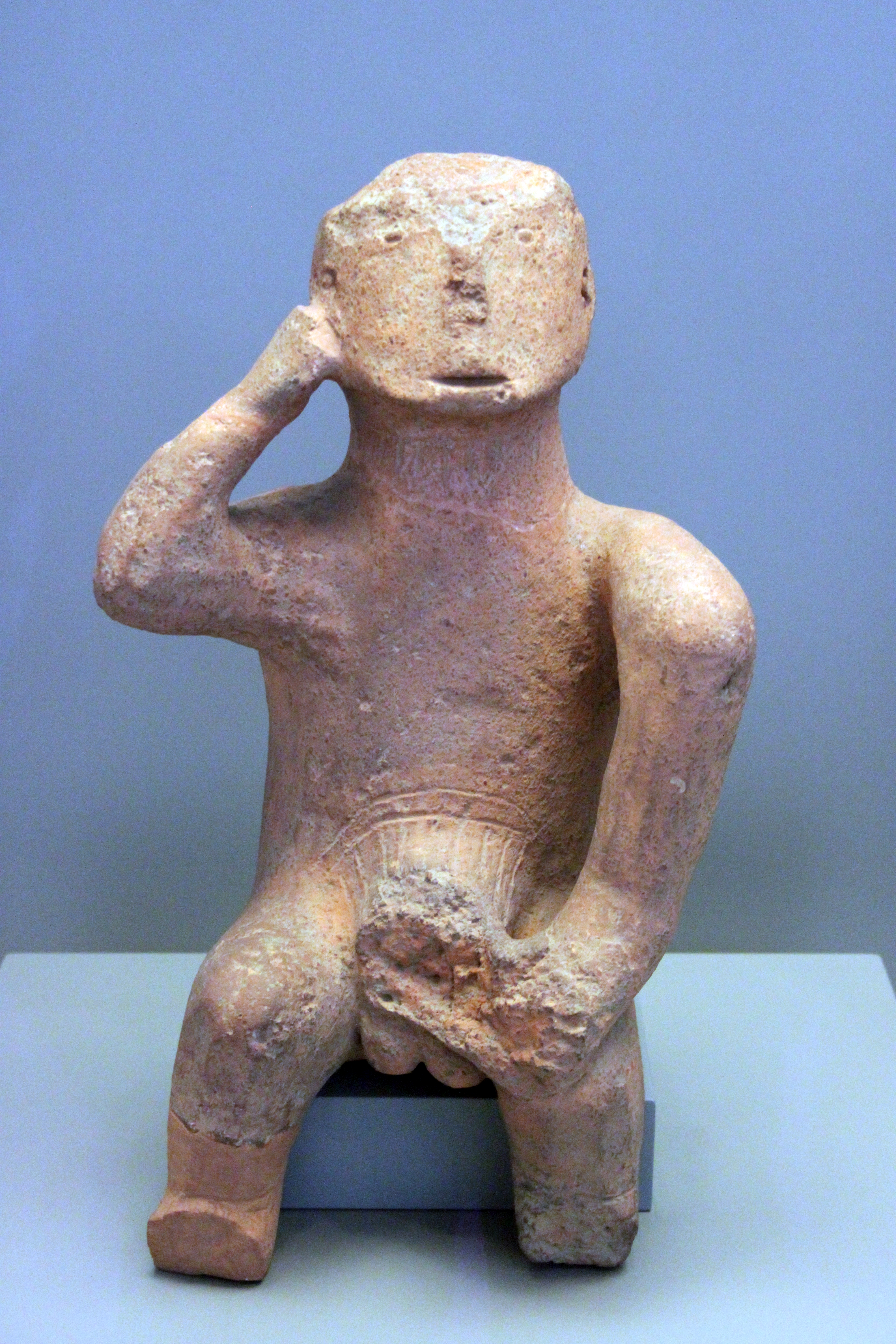
Il Pensatore (Museo archeologico nazionale di Atene), rappresentazione in argilla risalente al Neolitico Finale (4500-3300 a.C.), rinvenuta a Karditsa in Tessaglia. È un'opera unica resa tale dalle sue dimensioni e dalla completezza dell'artefatto. L'elemento itifallico pronunciato la indica come un'immagine cultuale agraria, legata ai riti della fertilità della terra.

## Origini preistoriche e indoeuropee

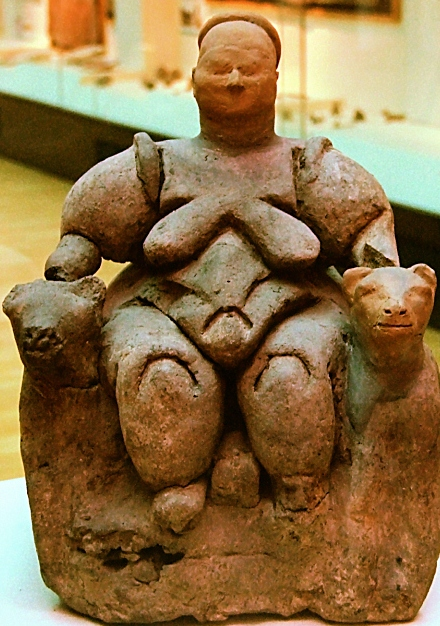
La "Dea Madre" seduta, con accanto due leopardi: originariamente da Çatalhöyük, è un reperto neolitico (6000-5500 a.C. ca.), Museo della Civilizzazione Anatolica, Ankara

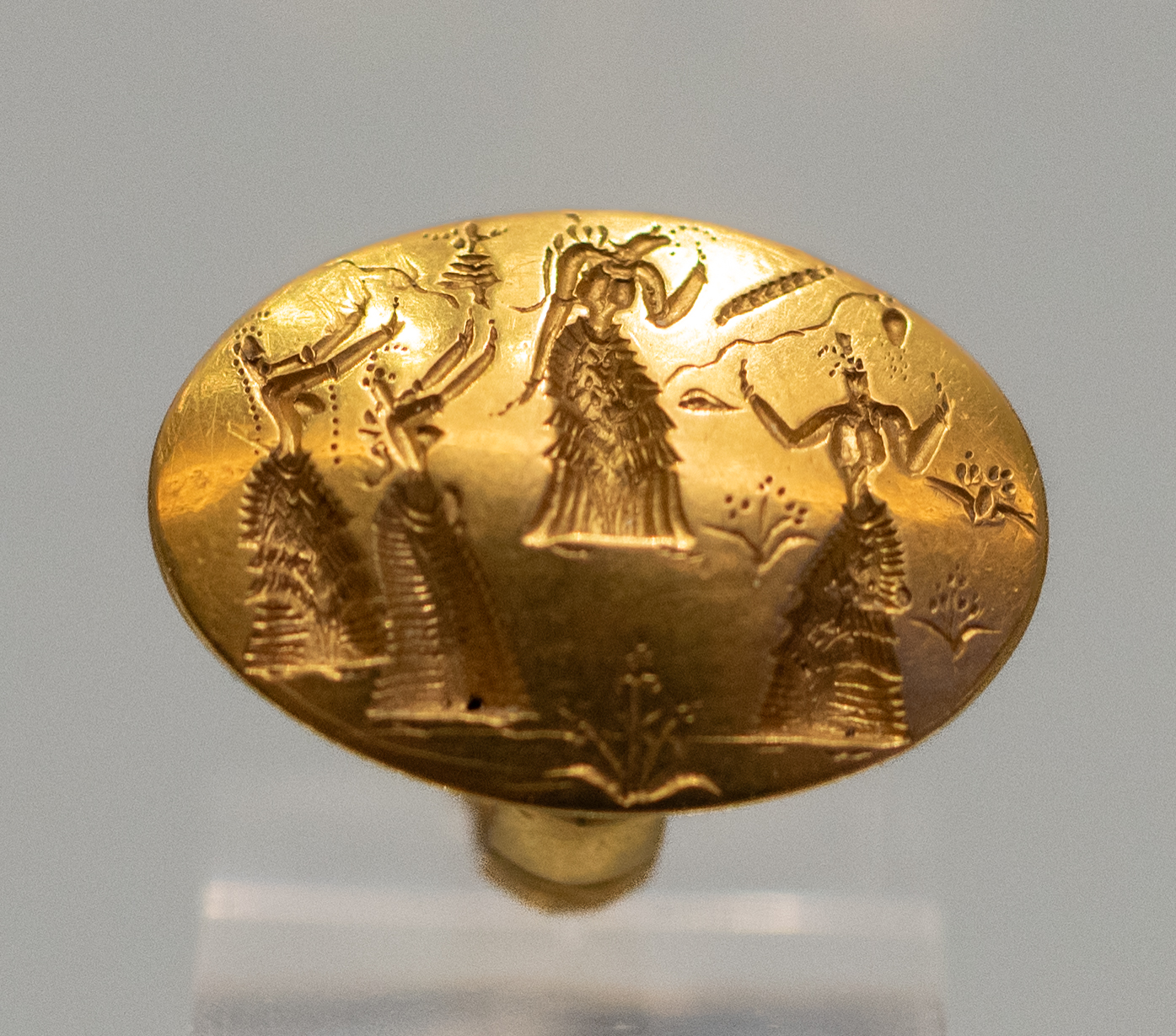
L'anello d'oro di Isopata (Museo archeologico di Candia)

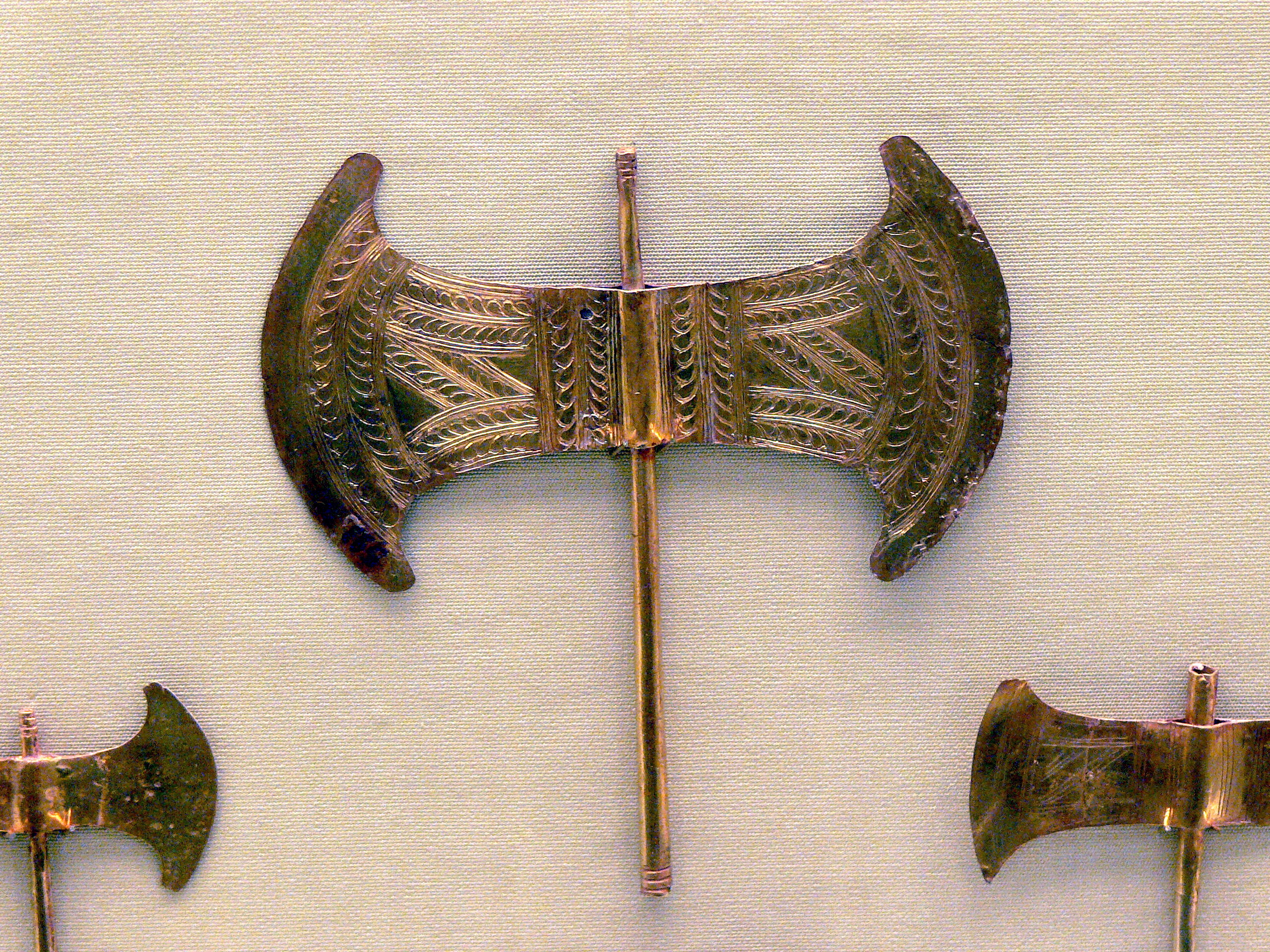
Bipenni dorate di età minoica rinvenute a Creta (Museo archeologico di Candia). L'ascia è lo strumento cultuale per l'uccisione del toro. Le asce riportate nella foto hanno una mera funzione votiva, inadatte come strumento sacrificale; in ambito minoico esse sono collegate alla divinità femminile che ne impugna una per mano agitandole.

La presenza dell'uomo in Grecia è datata a partire dal paleolitico. Nel neolitico inferiore (VII millennio a.C.) si registrano i primi insediamenti permanenti che avviarono le economie agricole e di allevamento. Questa civiltà agricola è la più antica d'Europa e proveniva dall'Oriente, infatti nessuna specie cerealicola (orzo o frumento), né gli animali da allevamento, quali capre o pecore, sono originari della Grecia.  La pratica dell'agricoltura si diffuse dalla "Mezzaluna Fertile", ovvero tra gli attuali Iran e Cisgiordania, all'Asia minore, giungendo in Grecia. Sempre dall'Oriente giunse in Grecia la lavorazione della ceramica e del metallo (III millennio) e, infine, la scrittura. Scarse sono le testimonianze religiose di questo periodo, a differenza dei più recenti siti neolitici danubiani studiati in tal senso da Marija Gimbutas.
Numerose statuette rappresentanti una figura femminile dal ventre e dalle natiche esagerate, forse una "divinità madre" presente nello stesso periodo in Grecia ma anche negli altri insediamenti neolitici europei, asiatici e africani. Tra i vari siti neolitici rinvenuti in Grecia occorre segnalare quello di Achilleion, in Tessaglia, dove è stata portata alla luce una maschera di argilla appesa ad un palo che ricorda la maschera di Dioniso appesa al palo raffigurata in numerosi vasi greci. Allo stesso modo si fanno risalire le Tesmoforie a culti preistorici. Inoltre si potrebbe congetturare una eredità cultuale a Demetra con sacrifici di maiali.
Ma, congetture a parte, in conclusione, come già ebbe modo di constatare lo studioso svedese Martin Persson Nilsson, della religione elladica "noi non sappiamo nulla". I popoli migratori Indoeuropei-Greci si stabilirono su un sostrato non indoeuropeo già presente nel bacino del Mediterraneo durante l'età del Bronzo – probabilmente a partire dal XX secolo a.C. "Il sostrato pregreco è molteplice e in esso c'è per lo meno uno strato indoeuropeo". Ne consegue che all'arrivo degli Indoeuropei-Greci, la Grecia era già abitata da altri popoli, alcuni di questi di origine indoeuropea, probabilmente provenienti dall'Anatolia; i nuovi arrivati abbracciarono quindi culti già pienamente sviluppati. Queste tradizioni precedenti erano note ai greci, che erano consapevoli che la Grecia fosse stata abitata da altri popoli prima del loro, indicati con diversi nomi: Pelasgi, Tirseni, Lelegi, Cari ed Eterocretesi.

## Gli Indoeuropei in Grecia
Con Esiodo i Greci fanno partire la loro stirpe dall'eponimo fondatore Elleno, re della Tessaglia e figlio di Deucalione. Elleno ebbe tre figli: Xuto, Eolo e Doro. Dal figlio di Xuto, Ione, ebbero origine gli Ioni, da Eolo e Doro rispettivamente gli Eoli e i Dori. Dal sud dei Balcani giunsero quindi nell'attuale Grecia, sempre secondo la tradizione, gli invasori "Elleni". Fino alla metà dello scorso secolo gli studiosi ritennero che tale mito possedesse un qualche fondamento, ma studi successivi dimostrarono tuttavia che le differenze dialettali sono rilevabili solo dopo il crollo di Micene, quindi non possono essere antecedenti al II millennio.
Il greco e il greco antico sono lingue di origine indoeuropea. Per quanto attiene a questa lingua, essa ci è nota a partire dai testi in lineare B risalenti al XV secolo a.C..  Gli Indoeuropei-Greci giungevano probabilmente dall'Epiro e dalla Tessaglia occidentale, sviluppando in Grecia quella che noi indichiamo come Civiltà micenea, civiltà che cadde in rovina intorno al XIII secolo a.C., quando, probabilmente, irruppe nella penisola il popolo, sempre indoeuropeo, dei Dori. 
Per quanto attiene alle credenze religiose degli indoeuropei, Régis Boyer evidenzia come molte religioni da loro derivate si limitarono inizialmente a personificare gli elementi naturali come il Cielo, il Giorno, la Notte, la Terra, l'Oceano, il Tuono, il Vento e, riprendendo Georges Dumézil, nota come esse presentino ovunque delle triadi divine e la nozione di "Destino".
Sempre al riguardo della religione indoeuropea, l'archeologia linguistica ha evidenziato il nome di un solo dio comune a tutte le religioni di origine indoeuropea: *dyằus, col significato di "luminoso", in greco antico Ζεύς, in latino Iovis (genitivo; latino arcaico Diovis); accompagnato dal termine indoeuropeo di "padre", *pətḗr, in greco antico Ζεύς πατήρ, latino Iūppiter, umbro Iupater, sanscrito Dyauṣpitā col significato di "Padre Luminoso".
Émile Benveniste nel suo Le Vocabulaire des institutions indo-européennes (1969) ha ricostruito accuratamente alcuni termini propri della religione greca che risultano comuni alle altre lingue indoeuropee. Tra questi possono essere segnalati:
- hierós (foneticamente con l'eolico hiarós) nel suo significato di "sacro"[23] corrispondente al sanscrito vedico iṣiraḥ, laddove, tuttavia, mentre il greco antico indica ciò che attiene al "sacro", il vedico indica ciò che è "potente"; ma nel caso delle disposizioni dello "spirito" del sacrificante i cui termini possono sovrapporsi: hierón ménos ("spirito" sacro), iṣiram manaḥ ("spirito" ardente);
- hósios/hosíē, termine vicino a hierós quindi sempre nell'ambito semantico del "sacro", ma con il significato di "prescritto dalla legge divina"[24] (ciò che è "prescritto dalla legge umana" è indicato come díkaios). Hósios/hosíē corrisponde quindi al termine "santo"[25].
- hágios (ionico, in Erodoto), con i collegati hágnos (omerico) e házomai (omerico); nella nozione di ciò che è temuto, se violato, per il conseguente castigo divino; è relazionato quindi al tempio o alla giovine vergine dedicata. Generalmente relazionato al sanscrito yai- (sacrificio, da cui yajña), ma anche con l'avestico yaz (nel significato anche di "riverire"). Paul Kretschmer[26] e Antoine Meillet[27] lo relazionano con il latino arcaico sak.

## Le religioni minoica e micenea: le religioni egee

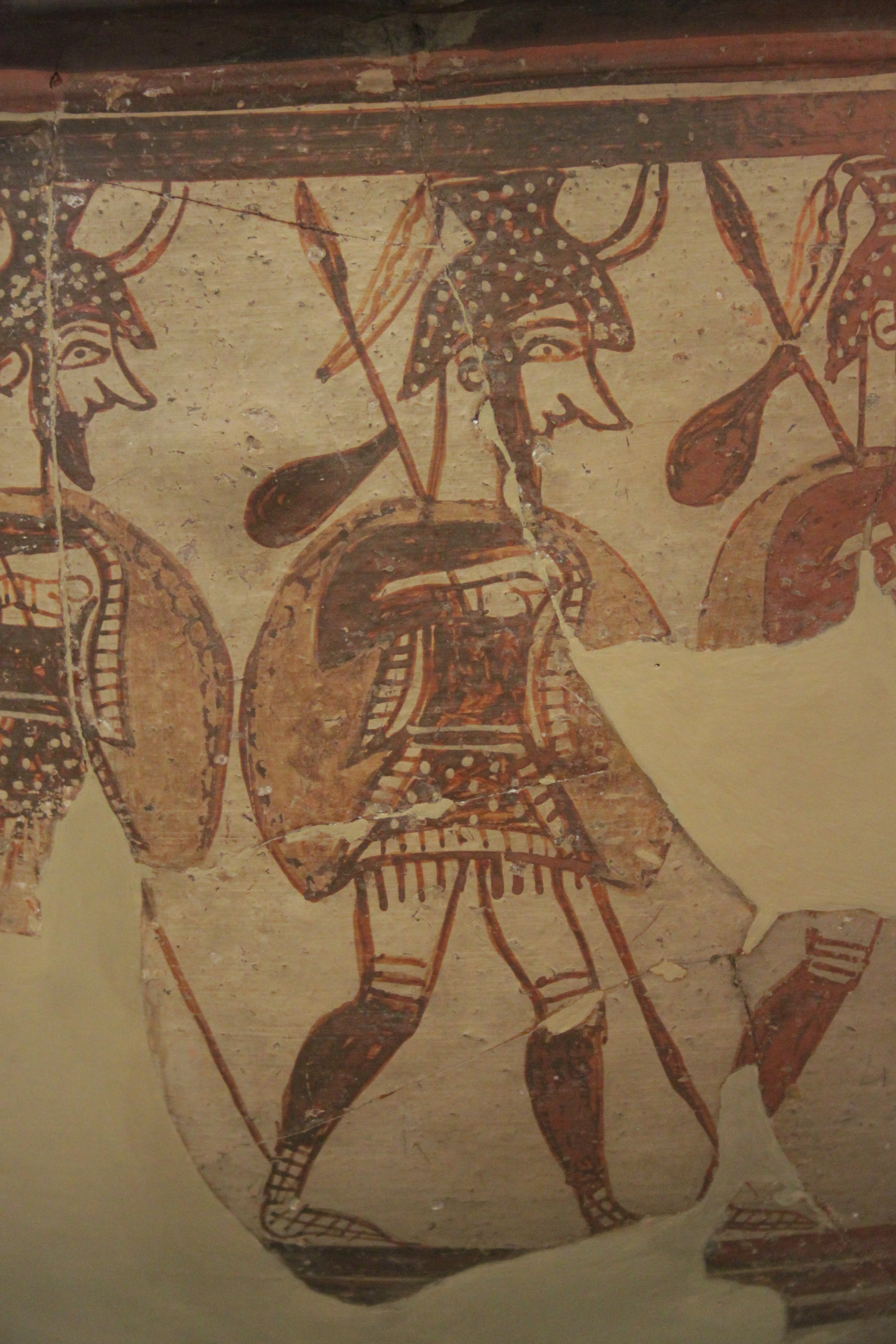
Guerriero miceneo armato in modo completo su un cratere rinvenuto a Micene (XII secolo a.C.), Museo archeologico nazionale di Atene.

La civiltà minoica  fiorì nell'area dell'Egeo a partire dal III millennio a.C. Vestigia di questa civiltà sono presenti soprattutto a Creta nelle località di Cnosso, Agía Triáda, Zakros, Malia e Festo. A partire dal XVIII secolo a.C., questa civiltà si irradiò nell'Egeo giungendo a Santorini (Thera), ma influenzò anche il continente con presenze a Micene, Tirinto, Pilo di Messenia, Atene, Iolco, Orcomeno e Tebe. In quest'ultimo caso, tuttavia, non fu il popolo cretese o i popoli insulari di probabile origine non-indoeuropea a fondare questa civiltà palaziale, bensì i Greci indoeuropei. Ne consegue una reciproca influenza, in questi centri, vicino orientale e cretese. Tra il XVI e XIV secolo a.C. i Greci indoeuropei si impossessarono degli insediamenti egei giungendo nella stessa Creta.
Per quanto attiene alla ricostruzione del credo religioso di queste civiltà, Olivier Pelon e Nanno Marinatos evidenziano come sia del tutto impossibile definire le caratteristiche del culto nelle isole Cicladi come Santorini, poiché in questi luoghi sono state recuperate solo alcune piccole immagini di cui non si sa se abbiano avuto o meno una funzione religiosa. Diversamente si è in grado di ricostruire, anche se per sommi capi, la religione cretese minoica e quella micenea.

## La religione minoica

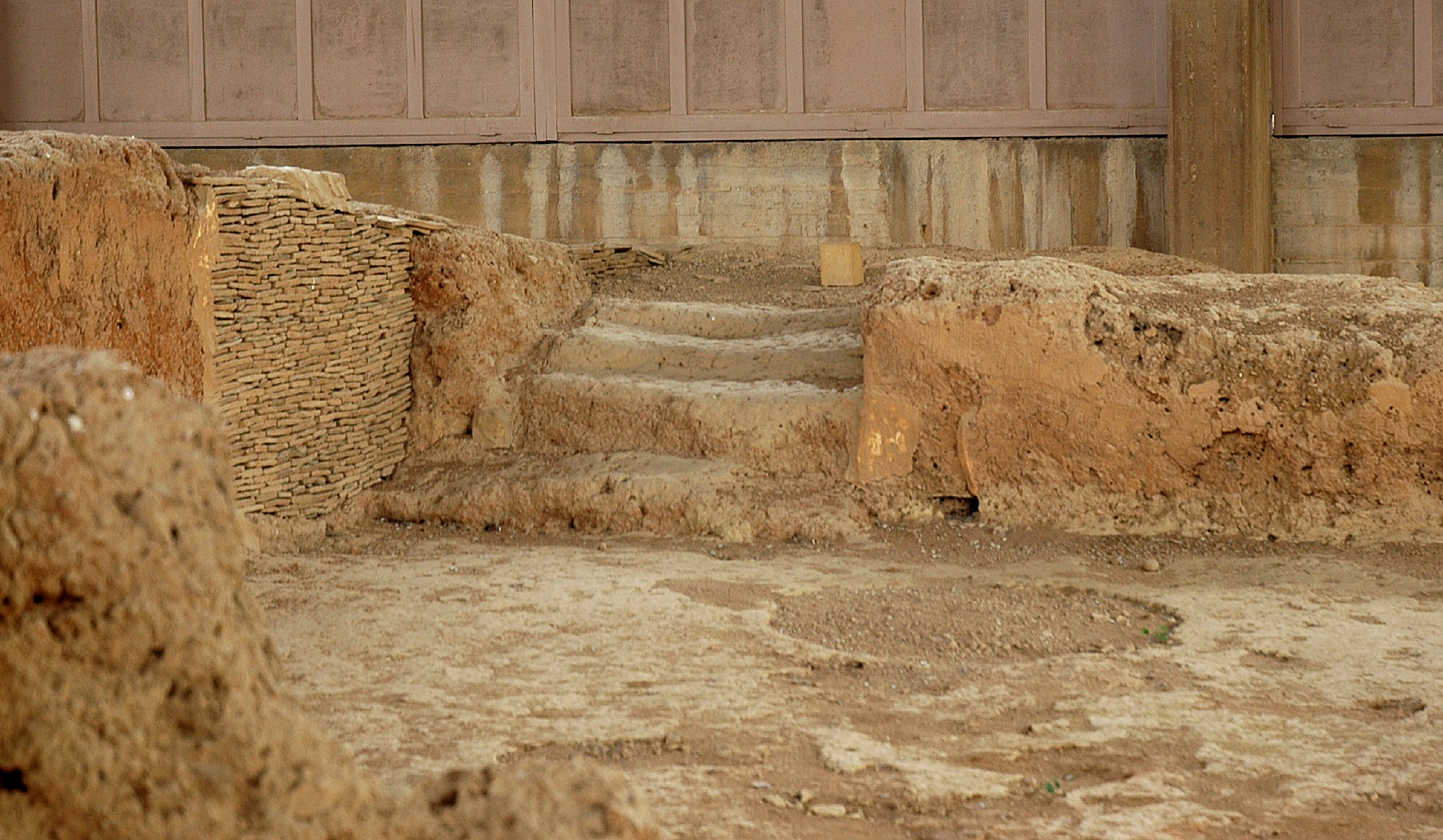
Interno della Casa delle tegole rinvenuta a Lerna (Argolide), violentemente distrutta intorno al 2100 a.C.

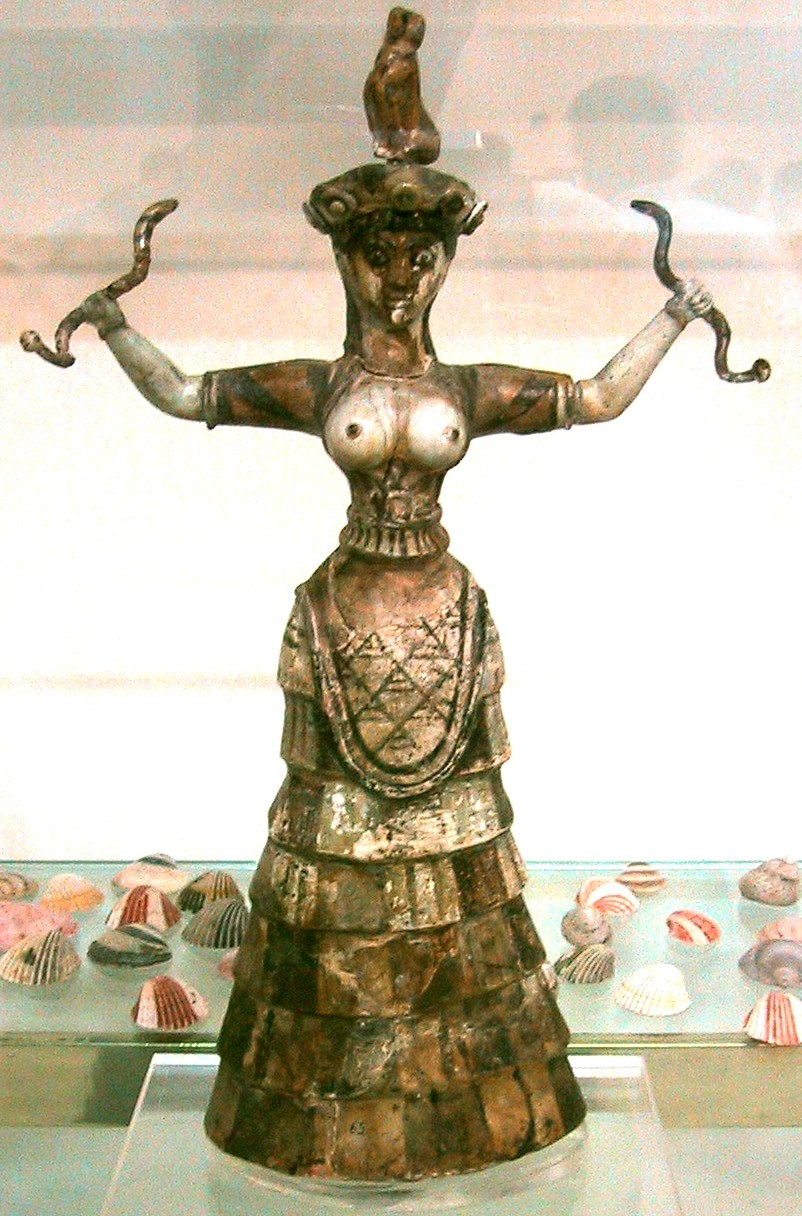
La Dea dei serpenti, divinità domestica, statua rinvenuta a Creta. Sir Arthur J. Evans la associa alla Grande Madre, culto centrale della religione minoica. Se nella successiva religione greca i serpenti saranno collegati ai culti ctoni degli dèi degli inferi, degli eroi e dei morti, nella cultura religiosa minoica il serpente ha il ruolo di protettore della casa.

La civiltà minoica, e conseguentemente la religione minoica, origina nell'isola di Creta dove persistette fino al XV secolo a.C. quando l'eruzione del vulcano dell'isola di Santorini (Thera) ebbe un impatto catastrofico sui territori vicini, consentendo l'invasione dell'isola da parte dei Greci-indoeuropei. Di questa civiltà disponiamo sia di alcune scritture di tipo ideografico che, più tarde, di tipo sillabico (Lineare A) tutt'oggi indecifrate e quindi di fatto di scarsa utilità per conoscere i contenuti religiosi di questa civiltà. La presenza di una raffinata arte figurativa ci consente, tuttavia, di produrre delle significative congetture sul credo religioso. Ad esempio, dall'anello d'oro di Isopata si individuano l'esistenza di danze sacre con una ierofania dall'alto. Attestata è la presenza di idoli come divinità di sesso femminile, a volte affiancate a figure maschili di dimensioni minori.
Secondo Paolo Scarpi, alcuni tentativi di decifrazione della Lineare A permetterebbero di identificare figure femminili legati a luoghi, come una "Signora di Palazzo", una "Signora delle vette", una "Signora delle caverne", leggendo il termine jasasara alternato a hasasara che, attraverso un confronto con il cuneiforme ittita e con il luvio, indicherebbe un nome divino dal significato di "Signora", corrispondente al miceneo (Lineare B) potinija e al greco antico Pòtnia (Πότνια). Bernard Clive Dietrich individua il culto minoico presso i palazzi, le cripte a pilastro (tra le quali le tombe), le caverne e le vette, luoghi associati all'ascia bipenne e al sacrificio del toro. Spesso le cripte contenevano stalagmiti, oggetto divinizzato forse con proprietà rigenerative. Una dea (o diverse manifestazioni di essa) sarebbe la divinità centrale della civiltà minoia. Questa dea «"possedeva" l'intera comunità ma al tempo stesso ne proteggeva e ne salvaguardava la prosperità, secondo una sorta di patto che nell'Egeo, durante la tarda età del Bronzo, doveva essere assai diffuso se non universale.».
Secondo Nanno Marinatos, tuttavia, le raffigurazioni presenti su alcuni monili indicano la religione minoica come politeista con presenza di divinità femminili e maschili a giustificare probabilmente un regime teocratico basato sul palazzo reale.

## La religione micenea

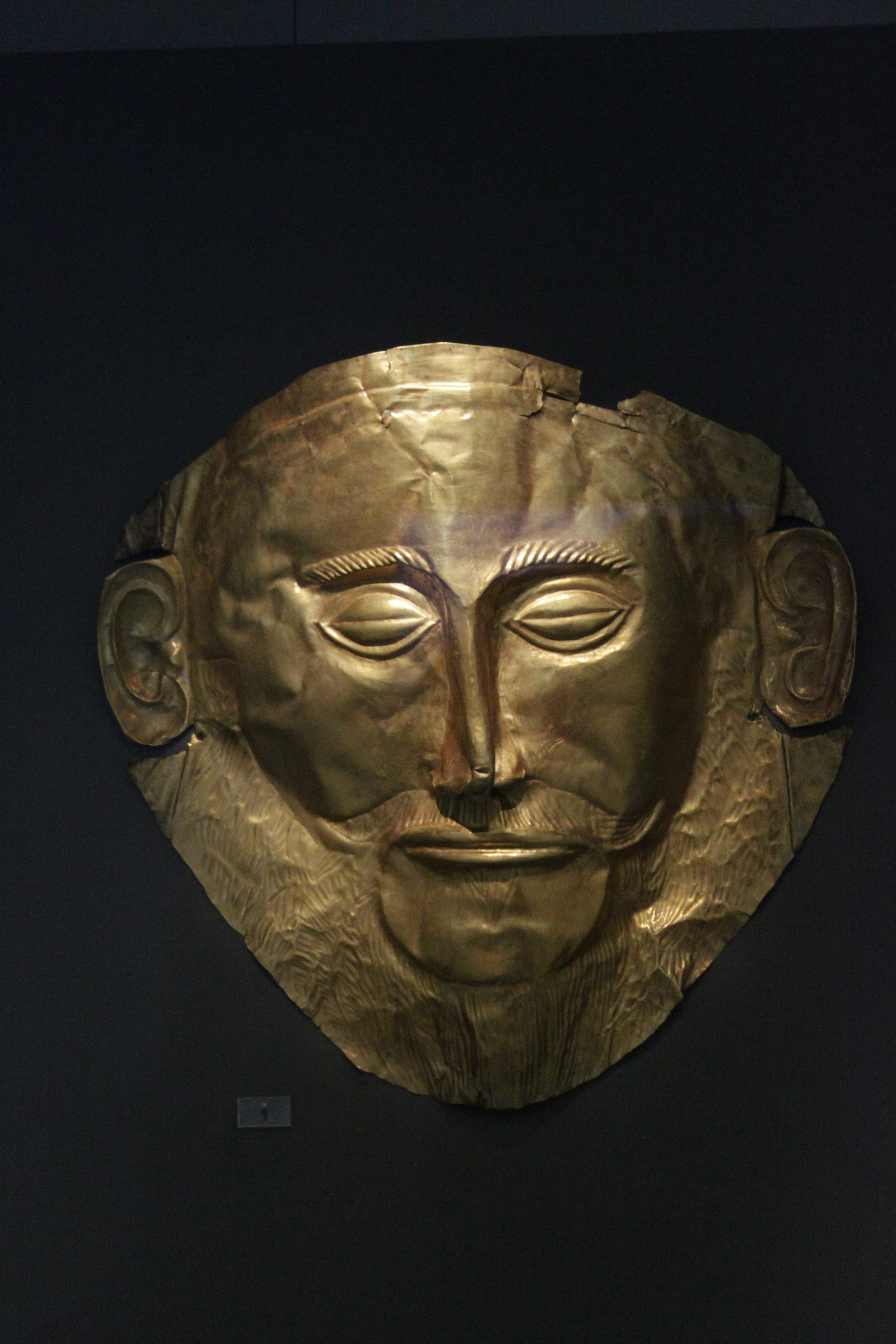
Maschera funeraria micenea risalente al XVI secolo a.C. detta "maschera di Agamennone" (Museo archeologico nazionale di Atene).

Intorno al XV secolo a.C. si registra, per mezzo delle rilevanze archeologiche, un punto di rottura epocale caratterizzato da numerose devastazioni di insediamenti causate da scontri o guerre: Festo, Gournia, Malia, Zakros e Agía Triáda vengono distrutte. Le ipotesi su questi eventi contemplano la possibilità di un'invasione oppure rivolte interne alla civiltà minoica a seguito di catastrofi naturali, ma anche una integrazione tra le due ipotesi.
Il cambiamento, avvenuto verso 1450 è tuttavia certo ed ha fortemente influenzato i rapporti fra la Creta minoica ed il mondo greco.
I Micenei sono debitori dei Minoici di buona parte del loro patrimonio culturale, ciò si evidenzia a partire dai corredi funebri comprensivi delle maschere d'oro fino alla scrittura: la Lineare A precedentemente usata per una lingua non greca viene ora, con la Lineare B adattata per rappresentare parole greche.

## La religione in Grecia nel periodo dei "secoli oscuri"
Le invasioni dei cosiddetti "popoli del Mare", occorse tra il XIII e l'VIII secolo a.C., fanno precipitare la penisola greca in un periodo da cui non perviene nulla di scritto; si può desumere di conseguenza che si trattò di un periodo di abbandono della scrittura. Walter Burkert opera tuttavia delle distinzioni: secondo lo studioso tedesco è evidente che la crisi del XII secolo riguarda il Peloponneso e la Grecia centrale, essendone risparmiate, almeno in un primo tempo, l'Attica e le isole. Addirittura nell'Acaia, a nord del Peloponneso, sopravvive il nome degli "Achei" micenei, e tale territorio sembra essere stato luogo di rifugio per queste popolazioni. Seguendo lo studio dei dialetti, sembrerebbe che i Micenei (gli Achei) si ritirino in Arcadia o emigrino a Cipro, quest'ultima emigrazione è supportata da testimonianze archeologiche che mostrano influenze vicino-orientali. Nello stesso periodo, si avviano le migrazioni dei Dori che, a detta di Burkert, appaiono progressive, con alleanze di piccole tribù in guerra piuttosto che una invasione generalizzata. Franz Kiechle ha dimostrato la permanenza, per generazioni, di un regno quasi miceneo ad Amicle, poco distante da Sparta. 
In campo religioso, il culto preesistente alle ondate migratorie che hanno colpito la Grecia sopravvive diffusamente sul territorio, anche se la metà degli dei micenei scompare.
In questo periodo, i calendari religiosi ateniesi mostrano una comunanza con quelli ionici, gli altrettanto numerosi calendari eolici con quelli dorici. Stessa condizione per gli strumenti cultuali come i tubetti serpentiformi ora impiegati per il culto dei morti. Le città doriche che si vanno sviluppando sui siti minoici, come quella di Dreros, hanno santuari simili a quelli minoici con la differenza della presenza di un fuoco sacrificale al centro della sala, che non aveva posto invece nel culto minoico.